# Zátarí
Zátarí je jeden z největších uprchlických táborů na světě, který se nachází na severu Jordánska, přibližně 11 kilometrů od hranic se Sýrií, východně od jordánského města Mafrak. Byl otevřen 28. července 2012 v reakci na zvýšený počet uprchlíků ze Sýrie kvůli tamní občanské válce. Jeho populace se velmi často a rychle mění - v dobách své největší zaplněnosti, 25. května[kdy?], v něm žilo 202 993 lidí. V květnu 2020 zde pobývalo téměř 77 000 lidí. Celkově je v Jordánsku v roce 2022 přes 670 tisíc registrovaných syrských uprchlíků. Celkový počet předpokládají místní úřady až dvojnásobný. 
V prostorách táboru se nacházejí obchody, školy a modlitební prostory. Spolupracuje zde mnoho lokálních a mezinárodních organizací, v čele s UNICEF, Lékaři bez hranic, Červený půlměsíc, francouzská a marocká polní nemocnice či Populační fond OSN.
Je možno zde navštěvovat například právní poradnu, zdravotnická školení, taekwondo, centra pro mladé nebo kurzy angličtiny a arabštiny. Vzdělání v táboře zajišťuje celkem deset organizací, mimo jiné UNICEF, Finn Church Aid či Mercy Corps. Jsou zde zdravotnická zařízení včetně porodnice. Celkově se v Jordánsku narodilo syrským uprchlíkům od roku 2014 kolem 170 000 dětí.
Tábor se v minulosti stal mnohokrát předmětem zájmu známých lidí, navštívili ho například herečka Angelina Jolie, korunní princezna Marie Dánská, hraběnka z Monpezatu (Mary Elizabeth Donaldson) či filmový producent Harvey Weinstein.
Zátarí je jedním z prvních uprchlických táborů na světě, který je podrobně mapován na OpenStreetMap.